# Partidos políticos de Chile
Los partidos políticos de Chile, o el sistema de partidos chilenos, distingue claramente tres grupos en Chile, que son izquierda política, el centro político, y la derecha política, pluralista y medianamente fragmentando antes del año 1973.
Dicha distinción ha existido desde fines del siglo XIX, pero ocupada en cada ocasión por distintos partidos que han participado en la gestión del Estado o han estado representados en el Congreso Nacional. 
Los partidos políticos son reconocidos legal y formalmente en la Constitución Política de la República de Chile de 1980 y por la Ley Orgánica Constitucional de los Partidos Políticos de 1987 como organizaciones que participan del ordenamiento político y contribuyen a encauzar la opinión pública.

## Historia de los partidos políticos en Chile

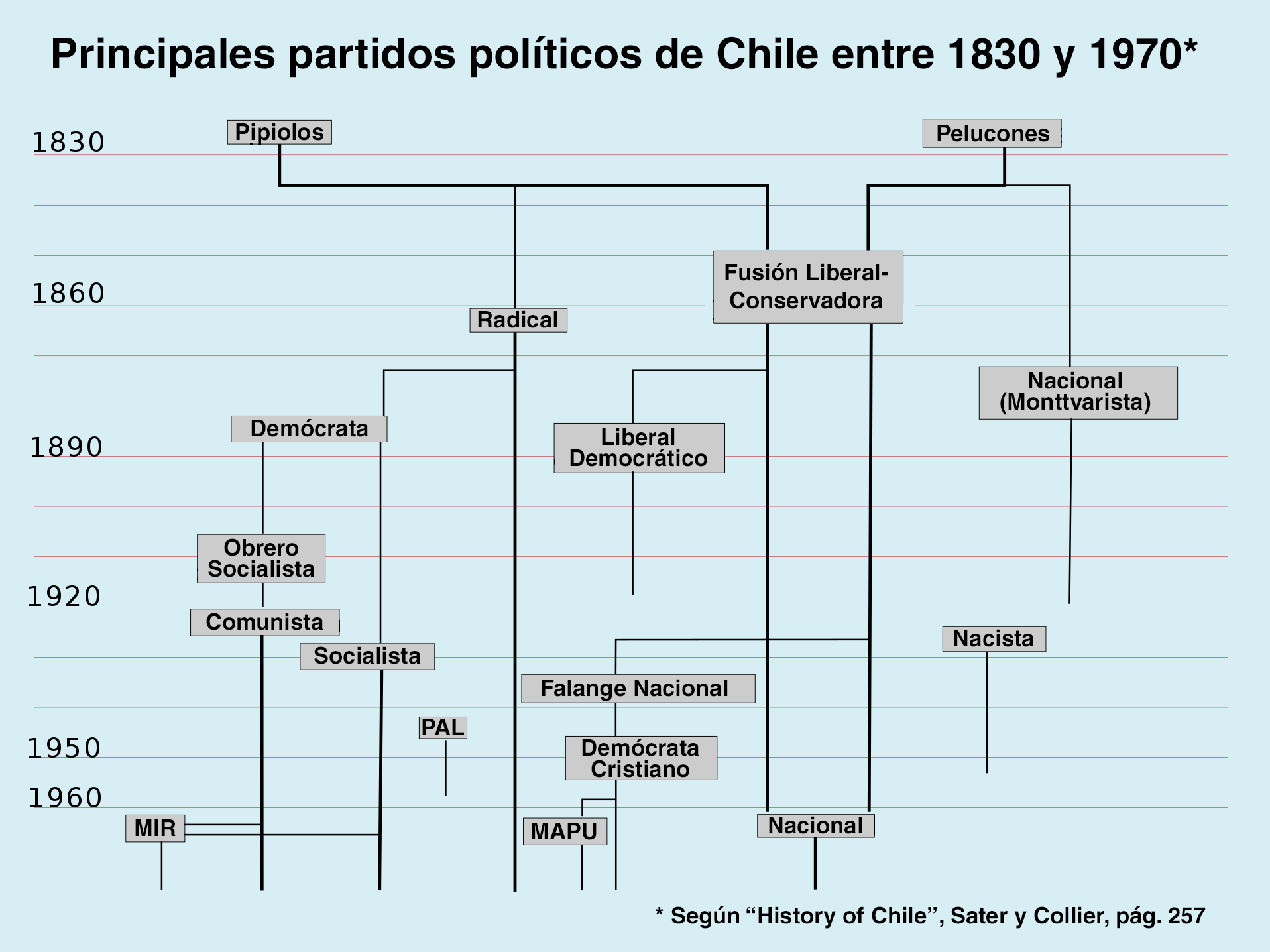
Cronograma de los principales partidos políticos chilenos desde 1830 hasta 1970.

### Orígenes y los primeros bandos (1810-1860)
En Chile, las primeras agrupaciones políticas se produjeron durante la Independencia de Chile, entre los realistas (partidarios del Rey) y los patriotas (partidarios de una república más o menos independiente), que a su vez se subdividieron en moderados (partidarios de un proceso de mayor autonomía dentro del Imperio español) y los exaltados.
Una vez consumada la independencia surgieron una enorme cantidad de corrientes políticas, agrupadas muchas veces no tanto en torno a ideales políticos comunes, como en torno a diversos caudillos más o menos populares. Las dos agrupaciones políticas más fuertes fueron los pipiolos, de carácter liberal, y los pelucones de carácter conservador, aunque a su lado es posible encontrar también a los o'higginistas y estanqueros. Finalmente, después de que Diego Portales Palazuelos se convirtiera en el arquitecto de la nueva institucionalidad, a través de la Constitución de 1833, el grupo de los pelucones se impuso durante treinta años (1831-1861).
El sistema político imperante, en el cual el Presidente cooptaba a un sucesor, influyó notablemente en que el poder se traspasara simplemente entre miembros del sector político gobernante, en todo el período comprendido entre 1831 y 1861. Solo la cuestión del sacristán (1856), que dividió a los pelucones (ahora llamados conservadores), permitió que los liberales alcanzaran el poder en 1861.

### Dominio de los partidos tradicionales (1860-1920)
La irrupción formal de los partidos políticos en la institucionalidad chilena ocurrió hacia los años 1850, comenzando a disputarle al presidente el protagonismo en la vida política nacional, a través del Congreso Nacional, que finalmente se resolvería en 1891 a favor de los segundos.
Por esa época, el surgimiento de la clase media llevaría a la creación del Partido Radical. Este comenzó su carrera en la década de 1850, estableciéndose oficialmente el 27 de diciembre de 1863 como una agrupación defensora de los intereses de la burguesía minera relacionada con la extracción de la plata, pero se focalizaría progresivamente en los empleados de la creciente burocracia estatal. Tiempo después, y desde el mismo tronco del radicalismo, apareció el Partido Demócrata, colectividad que nació siendo más cercana a los sectores proletarios, pero que con el tiempo se sumaría al juego de alianzas con el resto del sistema.
Después de la guerra civil chilena de 1891, el sistema político adquirió formas parlamentarias. Por ende, las coaliciones políticas cobraron mucha fuerza. Aunque existía cerca de una veintena de partidos y movimientos políticos distintos, la política se estructuró en torno a dos grandes conglomerados: la Alianza Liberal (de tendencia liberal y progresista) y la Coalición (de tendencia católica conservadora). Al propio tiempo, los partidos políticos, hasta entonces una suerte de clubes políticos de la burguesía oligárquica, se ampliarían para integrar a la pujante clase media, y también a los obreros.

### Masificación de los partidos políticos (1920-1973)
Con la inmigración proveniente de Europa llegan a Chile obreros de ideas anarquistas y socialistas. Asimismo, desde mediados del siglo XIX surge a través de las mancomunales y cooperativas de resistencia, el movimiento sindical en las salitreras del Norte Grande de Chile. Es a partir de estos procesos que en 1912, el obrero tipógrafo Luis Emilio Recabarren, junto a unos 30 obreros salitreros y empleados, fundan, en Iquique, el Partido Obrero Socialista (POS), que se define como el partido político de la clase obrera chilena. En 1922 el POS decide adherir a la Tercera Internacional Comunista, con lo que pasa a llamarse Partido Comunista de Chile.
En el período comprendido entre 1920 y 1938 (es decir, entre el inicio del primer período presidencial de Arturo Alessandri Palma, y el final de su segundo período), una serie de incidentes políticos llevaron a la pérdida de importancia de los partidos decimonónicos tradicionales, en beneficio de los partidos de masas.
El esplendor de este nuevo tipo de partido político vendría con los tres períodos presidenciales obtenidos por el Partido Radical entre 1938 y 1952. En esta época el Partido Radical (el grupo de la clase media, por antonomasia) se transformaría en un enorme dispensador de cargos y favores políticos, lo que a la larga le acarrearía el desprestigio. Su lugar como agrupación política intermedia entre la derecha y la izquierda sería tomado por el Partido Demócrata Cristiano (agrupación política sucesora de la Falange Nacional, que a su vez se había escindido del cada vez más decadente Partido Conservador), después del triunfo de Eduardo Frei Montalva (1964-1970). En lo referente a los partidos políticos, su característica principal entre 1938 y 1973 fue su estructuración en los clásicos "tres tercios" (derecha, centro e izquierda).
Con Salvador Allende llegó al poder la Unidad Popular, vasta coalición política conformada por elementos de centro e izquierda. Sin embargo, el golpe militar de 1973 significó no solo la desaparición de la Unidad Popular, sino el quiebre del sistema partidista, y su final durante la mayor parte de la dictadura de Augusto Pinochet. Solo en los últimos años de la dictadura militar fue promulgada la Ley Orgánica Constitucional de Partidos Políticos, que reguló la formación y funcionamiento de estos.

### Proscripción de los partidos y reorganización (1973-1990)
Entre 1973 y 1987 los partidos políticos chilenos estaban prohibidos. El 8 de octubre de 1973 los pertenecientes a la Unidad Popular (UP) fueron proscritos y tres días después el resto de los partidos y movimientos políticos fueron declarados en receso, siendo disueltos definitivamente el 12 de marzo de 1977.
El 1 de octubre de 1986 fue publicada en el Diario Oficial la Ley Orgánica Constitucional que restablecía el sistema de inscripciones electorales y creaba el Servicio Electoral de Chile (Servel) como reemplazante de la antigua Dirección del Registro Electoral. El 23 de marzo de 1987 fue publicada la Ley Orgánica Constitucional de los Partidos Políticos —que fijó sus objetivos, requisitos para legalización y organización interna entre otros— con lo cual las agrupaciones comenzaron a iniciar los trámites para su reconocimiento legal.
El Partido Nacional (PN) fue la primera organización política en ser reconocida legalmente por el Servel el 23 de diciembre de 1987, inscrita oficialmente en el registro correspondiente el 4 de enero de 1988. En los meses siguientes —antes del plebiscito del 5 de octubre de 1988— fueron legalizados los partidos Avanzada Nacional, Humanista, Renovación Nacional, Democracia Radical, Socialista Chileno, Demócrata Cristiano, Por la Democracia, Del Sur, Radical y Los Verdes.

### Retorno a la democracia (1990-2022)
Restaurada la democracia en 1990, el principal referente político en Chile fue la Concertación de Partidos por la Democracia, agrupación de centroizquierda fundada por 17 partidos políticos, de los cuales sobreviven el Partido Demócrata Cristiano, el Partido Radical, el Partido por la Democracia, y el Partido Socialista de Chile. La Concertación gobernó a Chile a través de los presidentes Patricio Aylwin, Eduardo Frei Ruiz-Tagle, Ricardo Lagos y Michelle Bachelet, El más férreo opositor del oficialismo tanto como ente fiscalizador, como oposición parlamentaria y popular fue la Alianza por Chile, de corte centroderechista, y que agrupaba a la Unión Demócrata Independiente, y a Renovación Nacional, y en menor medida, al pacto político izquierdista Juntos Podemos Más.
La Alianza llegó al gobierno al asumir Sebastián Piñera (2010-2014). En 2013, los partidos que conformaron la entonces opositora Concertación decidieron realizar un acuerdo con los partidos Comunista (PCCh), Izquierda Ciudadana (IC) y Movimiento Amplio Social (MAS), constituyendo el pacto Nueva Mayoría. Esta coalición obtuvo holgados triunfos en las elecciones de 2013 y logró la reelección de Michelle Bachelet para el periodo 2014-2018. Por su parte, los partidos que conformaron la Alianza se reagruparon en 2015 en una nueva coalición denominada Chile Vamos.
En 2016 el número de partidos políticos legalizados en Chile se duplicó, pasando de 14 a 32, como antesala de las elecciones municipales de ese año y las elecciones parlamentarias de 2017, dado que estas serán las primeras en celebrarse bajo el nuevo sistema electoral (proporcional) que reemplazó al binominal, el cual favorecía la existencia de dos bloques en desmedro de los partidos aislados y de los candidatos independientes. En aquella elección apareció el Frente Amplio, coalición que reunió a sectores de izquierda y liberales, que sorprendió al conseguir la elección de 20 diputados. En la elección presidencial, Sebastián Piñera logró retornar al gobierno y estableció a Chile Vamos como coalición oficialista.

### Proceso constituyente y reconfiguración de pactos (2022-presente)
Tras el estallido social de 2019 se realizó un plebiscito que definió la redacción de una nueva Constitución a través de una Convención Constitucional. Los integrantes de dicho organismo fueron elegidos en el mes de mayo de 2021, en un proceso que benefició a los independientes por sobre los militantes de partidos políticos. La propuesta de esa convención terminó siendo rechazada en el plebiscito de septiembre de 2022.
A partir de la elección de convencionales constituyentes surgió el pacto Apruebo Dignidad, que reunió a las coaliciones Frente Amplio y Chile Digno. Dicho grupo levantó la candidatura presidencial de Gabriel Boric, quien tras ganar en el balotaje, decidió convocar al gobierno a los partidos Socialista (PS), Por la Democracia (PPD), Radical (PR) y Liberal (PL), que se agruparon en un espacio denominado como Socialismo Democrático. Aquello implicó el quiebre definitivo de la antigua Concertación con el Partido Demócrata Cristiano, que no fue invitado a la nueva administración.
Desde la extrema derecha surgió el Partido Republicano, que en las elecciones parlamentarias logró la elección de 14 diputados y un senador, quedando frente a la tradicional centroderecha agrupada en Chile Vamos, que a partir de 2022 pasó a la oposición tras el fin del gobierno de Piñera. En aquellos comicios también surgieron otros bloques de corte populista, como el Partido de la Gente (PDG), que consiguió seis escaños.

## Partidos políticos de Chile en la actualidad
A marzo de 2025, existen 23 partidos políticos constituidos legalmente en Chile ante el Servicio Electoral, dos en proceso de formación y cuatro en trámite, sumando 29 colectividades a nivel nacional. La siguiente tabla muestra a los partidos constituidos, en formación y en trámite ordenados según su número de senadores, diputados, gobernadores, consejeros regionales, alcaldes y concejales en orden decreciente:
| Nombre                                  | Estatus jurídico | Senadores | Diputados | Gobernadores regionales | Consejeros regionales | Alcaldes | Concejales | Militantes |
| --------------------------------------- | ---------------- | --------- | --------- | ----------------------- | --------------------- | -------- | ---------- | ---------- |
| Renovación Nacional                     | Constituido      | 9/50      | 16/155    | 2/16                    | 55/302                | 38/345   | 444/2240   | 38 372     |
| Unión Demócrata Independiente           | Constituido      | 9/50      | 16/155    | 2/16                    | 37/302                | 22/345   | 353/2240   | 32 434     |
| Partido Socialista de Chile             | Constituido      | 7/50      | 12/155    | 3/16                    | 30/302                | 22/345   | 215/2240   | 43 994     |
| Partido por la Democracia               | Constituido      | 4/50      | 3/155     | 0/16                    | 18/302                | 8/345    | 159/2240   | 27 036     |
| Partido Demócrata Cristiano             | Constituido      | 3/50      | 4/155     | 0/16                    | 29/302                | 23/345   | 162/2240   | 26 701     |
| Partido Comunista de Chile              | Constituido      | 2/50      | 10/155    | 0/16                    | 15/302                | 2/345    | 105/2240   | 44 973     |
| Demócratas                              | Constituido      | 2/50      | 5/155     | 0/16                    | 6/302                 | 0/345    | 55/2240    | 15 059     |
| Evolución Política                      | Constituido      | 2/50      | 2/155     | 0/16                    | 4/302                 | 6/345    | 38/2240    | 16 744     |
| Frente Amplio                           | Constituido      | 1/50      | 20/155    | 0/16                    | 19/302                | 5/345    | 141/2240   | 60 592     |
| Partido Social Cristiano                | Constituido      | 1/50      | 4/155     | 0/16                    | 6/302                 | 1/345    | 24/2240    | 17 039     |
| Federación Regionalista Verde Social    | Constituido      | 1/50      | 2/155     | 0/16                    | 7/302                 | 1/345    | 63/2240    | 15 553     |
| Partido Republicano de Chile            | Constituido      | 0/50      | 11/155    | 0/16                    | 59/302                | 3/345    | 233/2240   | 18 989     |
| Partido Nacional Libertario             | Constituido      | 0/50      | 6/155     | 0/16                    | 1/302                 | 0/345    | 0/2240     | 48 498     |
| Partido Radical de Chile                | Constituido      | 0/50      | 3/155     | 0/16                    | 9/302                 | 5/345    | 155/2240   | 25 098     |
| Partido Liberal de Chile                | Constituido      | 0/50      | 3/155     | 0/16                    | 1/302                 | 0/345    | 23/2240    | 9772       |
| Acción Humanista                        | Constituido      | 0/50      | 2/155     | 0/16                    | 1/302                 | 1/345    | 3/2240     | 10 042     |
| Movimiento Amarillos por Chile          | Constituido      | 0/50      | 1/155     | 0/16                    | 1/302                 | 0/345    | 15/2240    | 7915       |
| Partido Ecologista Verde                | Constituido      | 0/50      | 1/155     | 0/16                    | 0/302                 | 0/345    | 0/2240     | 5032       |
| Partido de la Gente                     | Constituido      | 0/50      | 1/155     | 0/16                    | 3/302                 | 0/345    | 23/2240    | 36 999     |
| Partido Humanista                       | Constituido      | 0/50      | 0/155     | 0/16                    | 1/302                 | 0/345    | 9/2240     | 7215       |
| Partido Alianza Verde Popular           | Constituido      | 0/50      | 0/155     | 0/16                    | 0/302                 | 0/345    | 16/2240    | 8602       |
| Partido Popular                         | Constituido      | 0/50      | 0/155     | 0/16                    | 0/302                 | 0/345    | 6/2240     | 4013       |
| Igualdad                                | Constituido      | 0/50      | 0/155     | 0/16                    | 0/302                 | 0/345    | 2/2240     | 2929       |
| Partido de Trabajadores Revolucionarios | Constituido      | 0/50      | 0/155     | 0/16                    | 0/302                 | 0/345    | 0/2240     | 8606       |
| Unidos                                  | En formación     | 0/50      | 0/155     | 0/16                    | 0/302                 | 3/345    | 2/2240     | —          |
| Partido Nacional Independiente de Chile | En trámite       | 0/50      | 0/155     | 0/16                    | 0/302                 | 0/345    | 0/2240     | —          |
| Plataforma Autónoma Nacional            | En trámite       | 0/50      | 0/155     | 0/16                    | 0/302                 | 0/345    | 0/2240     | —          |
| Partido Reencuentro del Pueblo          | En trámite       | 0/50      | 0/155     | 0/16                    | 0/302                 | 0/345    | 0/2240     | —          |

### Partidos constituidos por región
| Nombre                                  | Arica y Parinacota | Tarapacá | Antofagasta | Atacama | Coquimbo | Valparaíso | Metropolitana | O'Higgins | Maule | Ñuble | Biobío | Araucanía | Los Ríos | Los Lagos | Aysén | Magallanes |
| --------------------------------------- | ------------------ | -------- | ----------- | ------- | -------- | ---------- | ------------- | --------- | ----- | ----- | ------ | --------- | -------- | --------- | ----- | ---------- |
| Acción Humanista                        |                    |          |             |         |          |            |               |           |       |       |        |           |          |           |       |            |
| Demócratas                              |                    |          |             |         |          |            |               |           |       |       |        |           |          |           |       |            |
| Evolución Política                      |                    |          |             |         |          |            |               |           |       |       |        |           |          |           |       |            |
| Federación Regionalista Verde Social    |                    |          |             |         |          |            |               |           |       |       |        |           |          |           |       |            |
| Frente Amplio                           |                    |          |             |         |          |            |               |           |       |       |        |           |          |           |       |            |
| Igualdad                                |                    |          |             |         |          |            |               |           |       |       |        |           |          |           |       |            |
| Movimiento Amarillos por Chile          |                    |          |             |         |          |            |               |           |       |       |        |           |          |           |       |            |
| Partido Alianza Verde Popular           |                    |          |             |         |          |            |               |           |       |       |        |           |          |           |       |            |
| Partido Comunista de Chile              |                    |          |             |         |          |            |               |           |       |       |        |           |          |           |       |            |
| Partido de la Gente                     |                    |          |             |         |          |            |               |           |       |       |        |           |          |           |       |            |
| Partido de Trabajadores Revolucionarios |                    |          |             |         |          |            |               |           |       |       |        |           |          |           |       |            |
| Partido Demócrata Cristiano             |                    |          |             |         |          |            |               |           |       |       |        |           |          |           |       |            |
| Partido Ecologista Verde                |                    |          |             |         |          |            |               |           |       |       |        |           |          |           |       |            |
| Partido Humanista de Chile              |                    |          |             |         |          |            |               |           |       |       |        |           |          |           |       |            |
| Partido Liberal de Chile                |                    |          |             |         |          |            |               |           |       |       |        |           |          |           |       |            |
| Partido Nacional Libertario             |                    |          |             |         |          |            |               |           |       |       |        |           |          |           |       |            |
| Partido por la Democracia               |                    |          |             |         |          |            |               |           |       |       |        |           |          |           |       |            |
| Partido Radical de Chile                |                    |          |             |         |          |            |               |           |       |       |        |           |          |           |       |            |
| Partido Republicano de Chile            |                    |          |             |         |          |            |               |           |       |       |        |           |          |           |       |            |
| Partido Social Cristiano                |                    |          |             |         |          |            |               |           |       |       |        |           |          |           |       |            |
| Partido Socialista de Chile             |                    |          |             |         |          |            |               |           |       |       |        |           |          |           |       |            |
| Popular                                 |                    |          |             |         |          |            |               |           |       |       |        |           |          |           |       |            |
| Renovación Nacional                     |                    |          |             |         |          |            |               |           |       |       |        |           |          |           |       |            |
| Unión Demócrata Independiente           |                    |          |             |         |          |            |               |           |       |       |        |           |          |           |       |            |
| Fuente: Servicio Electoral de Chile.    |                    |          |             |         |          |            |               |           |       |       |        |           |          |           |       |            |